# Victoria Begoña Tundidor Moreno
Victoria Begoña Tundidor Moreno (Sòria, 26 de juny de 1963) és una política espanyola membre del Partit Socialista Obrer Espanyol. És diputada per Màlaga des del 6 de juliol de 2016 per a la XII legislatura d'Espanya.

## Biografia
Està casada.

### Professió
Victoria Begoña Tundidor Moreno és diplomada en infermeria i exerceix a l'Hospital Universitari de Màlaga.

### Carrera política
El 26 de juny de 2016 va ser triada diputada per Màlaga al Congrés dels Diputats.
És la delegada territorial per a igualtat, salut i política social. Portaveu de la Comissió de Sanitat i Serveis Socials, i portaveu adjunta de la Comissió sobre Seguretat Viària i Mobilitat Sostenible. A més, és vocal de la Comissió de Drets de la Infància i Adolescència.